# Halsa
Halsa er en tidligere kommune på Nordmøre tidligere i  Møre og Romsdal fylke i Norge.  Ved kommunereformen i Norge 2020 blev den flyttet til Trøndelag og lagt sammen med  Hemne og en del af Snillfjord, i den nye kommune Heim.   Den tidligere kommune  grænsede til Hemne i øst, og Surnadal i syd. Vest for Halsafjorden ligger Tingvoll og nord for Korsnesfjorden ligger Aure.
Halsa blev verdenskendt da spækhuggeren Keiko holdt til i fjordene rundt om Halsa. Keiko døde 12. december 2003 og er gravlagt på land ved Taknesbugten i Arasvikfjorden. I dag er der en stor stenhøj over gravstedet, oprindelig bygget af børn og unge fra Halsa, men den har vokset efterhånden som turister har besøgt graven.

## Kirker
- Halsa kirke
- Valsøyfjord kirke